# 3828 Hoshino
A 3828 Hoshino (ideiglenes jelöléssel 1986 WC) a Naprendszer kisbolygóövében található aszteroida. Szuzuki Kenzó és Urata Takesi fedezte fel 1986. november 22-én.